# سانتياغو زابالا
سانتياغو زابالا (بالإسبانية: Santiago Zabala)‏ هو فيلسوف إسباني، ولد في 1975.